# Basidiomycotina
Nel regno dei Fungi la sottoclasse dei Basidiomycotina comprende quei gruppi di funghi che hanno micelio settato, riproduzione sessuata e asessuata con produzione di basidi e spore non mobili.

## Sistematica diBasidiomycotina
- Classe: Basidiomycetes
  - Sottoclasse: Agaricomycetidae
    - Ordine: Agaricales
    - Ordine: Boletales
    - Ordine: Cantharellales
    - Ordine: Ceratobasidiales
    - Ordine: Dacrymycetales
    - Ordine: Hymenochaetales
    - Ordine: Phallales
    - Ordine: Polyporales
    - Ordine: Russulales
    - Ordine: Thelephorales

  - Sottoclasse: Tremellomycetidae
    - Ordine: Auriculariales
    - Ordine: Christianseniales
    - Ordine: Cystofilobasidiales
    - Ordine: Filobasidiales
    - Ordine: Tremellales
    - Ordine: Tulasnellales
- Classe: Urediniomycetes
  -     - Ordine: Agaricostilbales
    - Ordine: Atractiellales
    - Ordine: Microbotryales
    - Ordine: Septobasidiales
    - Ordine: Sporidiales
    - Ordine: Uredinales
- Classe: Ustilaginomycetes
  - Sottoclasse: Entorrhizomycetidae
    - Ordine: Entorrhizales

  - Sottoclasse: Exobasidiomycetidae
    - Ordine: Doassansiales
    - Ordine: Entylomatales
    - Ordine: Exobasidiales
    - Ordine: Georgefischeriales
    - Ordine: Microstromatales
    - Ordine: Tilletiales

  - Sottoclasse: Ustilaginomycetidae
    - Ordine: Urocystales
    - Ordine: Ustilaginales